# Ablabera flavoclypeata
Ablabera flavoclypeata is een keversoort uit de familie bladsprietkevers (Scarabaeidae). De wetenschappelijke naam van de soort werd voor het eerst geldig gepubliceerd in 1881 door Wallengren.